# Толкач, Алла Сергеевна
Алла Сергеевна Толкач (20 июня 1989, Шумилино, Витебская область) — белорусская биатлонистка, участница Кубка мира в составе сборной Белоруссии, чемпионка Европы, чемпионка Белоруссии. Мастер спорта Республики Беларусь международного класса.

## Карьера
Выпускница Витебского Училища олимпийского резерва, первый тренер — Солопаев Геннадий Николаевич, также занималась у тренеров Ирины Павловны и Владимира Анатольевича Махлаевых, Фёдора Анатольевича Свободы. Выступает за общество «Динамо» и Президентский спортивный клуб.

### Юниорская карьера
На крупных международных турнирах принимает участие с 2008 года. Первыми турнирами для спортсменки стали юниорский чемпионат мира 2008 в Рупольдинге и юниорский чемпионат Европы 2008 в Нове-Место-на-Мораве, на обоих соревнованиях Толкач не попала в топ-30 в личных видах.
На юниорском чемпионате Европы 2009 в Уфе выиграла серебряную медаль в эстафете, в команде с Дарьей Юркевич и Марией Козловской, а в личных соревнованиях стала 32-й в индивидуальной гонке, 21-й в спринте и 12-й в гонке преследования. Также в 2009 году выиграла серебро в смешанной эстафете на чемпионате мира среди юниоров по летнему биатлону, в команде с Кариной Савосик, Сергеем Руцевичем и Владимиром Чепелиным.
В 2010 году принимала участие в чемпионате мира среди юниоров в Турсбю, где лучшим результатом стало девятое место в гонке преследования. На юниорском чемпионате Европы 2010 в Отепя Алла дважды попала в топ-10, заняв четвёртое место в индивидуальной гонке и седьмое в гонке преследования.

### Взрослая карьера
В сезоне 2009/10 дебютировала на Кубке IBU на этапе в Обертиллиахе, заняла 59-е место в спринте и 37-е в гонке преследования.
В том же сезоне дебютировала на Кубке мира, на седьмом этапе в Контиолахти, где была 54-й в спринте и 45-й в гонке преследования. Это 45-е место остаётся лучшим результатом в карьере биатлонистки. В сезонах 2010/11 и 2011/12 также участвовала в гонках Кубка мира, очков не набирала.
Пять раз, в сезонах 2011—2015, Толкач принимала участие в чемпионатах Европы, лучшим результатом в личных видах стало двадцатое место (трижды, все три раза в индивидуальных гонках). В 2014 году стала чемпионкой Европы в эстафете, в команде с Ириной Кривко, Оксаной Шиманович и Анастасией Калиной. На уровне Кубка IBU лучшим результатом белоруски является 13-е место (в сезоне 2012/13 в спринте в Бейтостолене и в сезоне 2013/14 в индивидуальной гонке в Валь-Риданна).
В 2012 году выиграла золото чемпионата Белоруссии в индивидуальной гонке и заняла второе место в спринте. В 2014 году выиграла серебро в спринте на чемпионате страны по летнему биатлону, а в гонке преследования и масс-старте занимала третьи места среди белорусских спортсменок, но пропустила вперёд украинку Ольгу Абрамову.
Летом 2015 года участвовала в чемпионате мира по летнему биатлону (лучший результат — 18 место), после этого в сезоне 2015/16 не принимала участия в соревнованиях.